# Achille Casanova

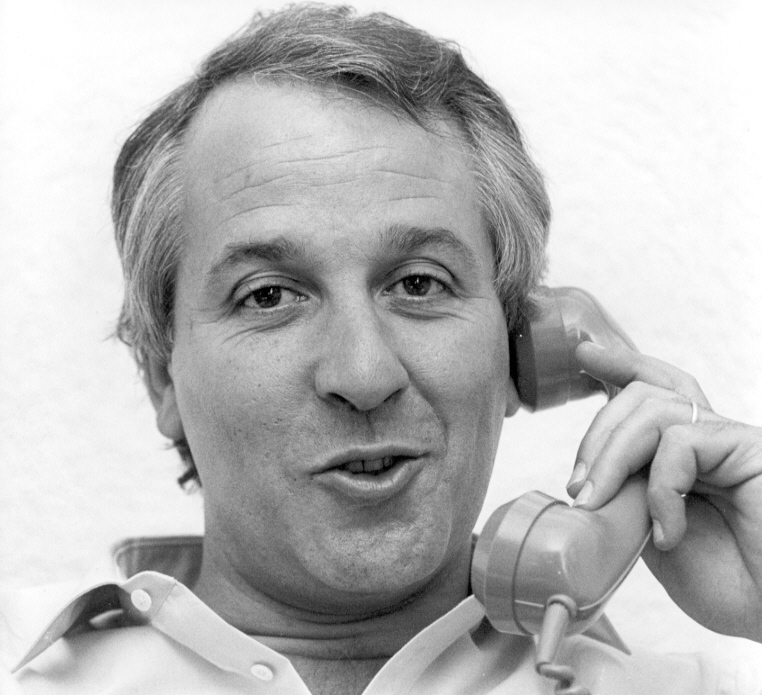
Achille Casanova (1986)

Achille Casanova (* 2. Oktober 1941 in Zürich; † 17. Juli 2016 in Bern) war ein Schweizer Journalist, Vizekanzler und Bundesratssprecher.

## Leben

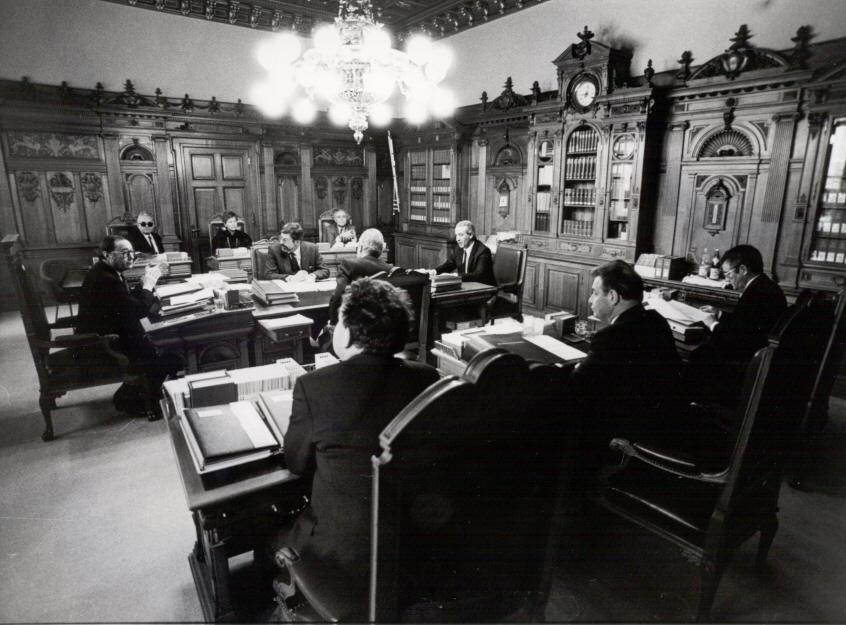
Achille Casanova nimmt 1987 als Vizekanzler an einer Bundesratssitzung teil (in der Bildmitte rechts)

Achille Casanova wuchs als Sohn eines PTT-Angestellten auf. Grundschule und Gymnasium besuchte er in Lugano. Er studierte an den Universitäten Bern und Freiburg Rechts- und Wirtschaftswissenschaften und schloss 1967 mit dem Lizentiat ab. Zur Finanzierung des Studiums arbeitete er ab 1962 unter anderem bei der Schweizerischen Depeschenagentur sowie beim italienischsprachigen Radio und Fernsehen. Nach dem Studium wirkte er ab 1971 als Bundeshaus-Korrespondent für das italienischsprachige Fernsehen. Dank seiner Vielsprachigkeit konnte er zum Beispiel mit neu gewählten Bundesräten Interviews in drei Sprachen führen.
1981 wurde Achille Casanova zum Vizekanzler mit Zuständigkeiten für die Information, die Sprachdienste sowie den Dienststab des Bundesrates gewählt. Im August 2000 folgte die Ernennung zum ersten Bundesratssprecher. Ende Juli 2005 trat er zurück. Oswald Sigg wurde sein Nachfolger.
Im Jahr 2005 erhielt Casanova den Oertli-Preis «für sein Engagement für die mehrsprachige Schweiz, für die sympathische und glaubwürdige Art und Weise, in der er auf höchster Ebene im Land die Mehrsprachigkeit der Schweiz verkörpert hat».
Von 2005 bis 2016 war er Ombudsmann der SRG und behandelte in seiner Amtszeit rund 2000 Eingaben zu Radio- und Fernsehsendungen von Schweizer Radio und Fernsehen (SRF). Auf ihn folgte im April 2016 Roger Blum. Von 2006 bis 2016 war er Präsident der Stiftung Internationale Stiftung Preis E.Balzan - Fonds.
Achille Casanova war verheiratet, Vater zweier Kinder und lebte in Bern. Er war Mitglied der Christlichdemokratischen Volkspartei (CVP). Er starb im Juli 2016 im Alter von 74 Jahren nach schwerer Krankheit.